# Gérard de Turckheim
Le baron Gérard de Turckheim, né le 25 mai 1923 à Guebwiller (Haut-Rhin) et mort le 26 avril 2022 à Saint-Martin-de-Ré (Charente-Maritime), est un résistant, industriel et responsable patronal français.

## Biographie
Gérard de Turckheim naît le 25 mai 1923 au château de la Neuenbourg à Guebwiller (Haut-Rhin). Il est le fils de Édouard de Turckheim et Verena Schlumberger.
Après des études secondaires à Guebwiller jusqu'en 1940, il poursuit ses études au Chambon-sur-Lignon.

### Au service du pays
En juin 1943, il est incorporé aux Chantiers de la Jeunesse française au Groupement 8 du Châtelard.
En octobre 1943, il déserte pour participer à la création du maquis des Bauges en Savoie. Il participe aux parachutages d'armements, forme, la nuit, les villageois au maniement et au démontage des armes, réalise des opérations de guérilla et de harcèlement des forces allemandes et vichystes. Il participe à la libération d'Aix-les-Bains, Chambéry, vallée de la Tarentaise. Avec le 1er bataillon de l'Armée secrète de Savoie, il libère Modane par le Massif de la Vanoise. Son bataillon fusionne avec le 13e bataillon de chasseurs alpins. Blessé au genou, il est révoqué des chasseurs alpins, mais rejoint, après sa convalescence, la 1re armée française du général de Lattre de Tassigny pour servir dans le régiment d'artillerie coloniale du Maroc et participe à la bataille d'Alsace, puis à la campagne d'Allemagne jusqu'à la capitulation du 8 mai 1945. Il reste stationné en Allemagne jusqu'au mois d'octobre.

### Engagement professionnel
En octobre 1945, Gérard de Turckheim intègre l'Institut d'Enseignement Commercial Supérieur de Strasbourg (IECS), qui deviendra l'EM Strasbourg Business School en 2007.
En 1947, il est élu président de l'AFGES (Association Fédérative Générale des Étudiants de Strasbourg) avec pour devise : « Faire avec les autres pour les autres ». Dans ce cadre, il obtient une autorisation ministérielle pour lancer une souscription destinée à rénover et transformer la colonie de vacances de l’AFGES à Morsiglia en Corse, un domaine de 20 hectares, en maison de repos,.
En parallèle de ses engagements associatifs, il poursuit ses études et obtient une licence de droit en 1948, puis son diplôme de l'IECS en 1950.
La même année, il devient secrétaire général de l’Union textile à Guebwiller, une entreprise employant jusqu’à 1 200 personnes. Il y gravit les échelons en occupant successivement les postes de directeur commercial, directeur général adjoint, puis président-directeur général à partir de 1960.
Issu d’une lignée d’industriels remontant à six générations, il perpétue l’héritage de son quadrisaïeul Pierre Schlumberger, dit du Löwenfels (1750–1830) et de son fils Nicolas Schlumberger.
Après la fusion des Filatures et Tissages de l'Union textile à Guebwiller, il reste en poste jusqu’en 1982. Parallèlement, de 1961 à 1980, il est directeur général des Filatures du Florival, dont il est le créateur.
Il met en avant le rôle de l'Union textile en tant qu’  entreprise pionnière dans le travail des fibres synthétiques. Dans cette optique, les partenariats avec  Rhône-Poulenc, Hoechst et Dupont de Nemours sont renforcés, et des essais pilotes sont menés pour développer les tissus imperméables Comtal.
Président du Syndicat français des Filateurs de fibres artificielles et synthétiques (1970-1980), il crée l'Exposition nationale de la filature EXPOFIL, qui deviendra internationale quelques années plus tard. Il occupe également la présidence du Syndicat cotonnier d'Alsace (1970-1980) et est membre du conseil du Syndicat français de l'industrie cotonnière.

### Engagement associatif et social
Président de l'association Rhin et Danube, il devient une figure incontournable du monde combattant en Alsace. Il donne de nombreuses conférences dans les collèges et lycées pour sensibiliser les jeunes au devoir de mémoire.
A partir de 1958, il exerce des responsabilités d’administrateur, vice-président et président durant plus de trente ans pour des associations d’Aide aux personnes âgées, d’aide aux travailleurs migrants (foyer de travailleurs migrants COTRAMI) et CAF du Haut-Rhin. Son engagement associatif, le pousse à prendre la présidence de l'APAEI (Association des parents et amis des enfants inadaptés de l'institut Saint-André de Cernay) de 1980 à 1992).
En 1994, le ministre Daniel Hoeffel salue son triple engagement : au service du pays, professionnel et social.
En 2018, le maire de Strasbourg, Roland Ries, lui remet la médaille d'honneur de la Ville de Strasbourg.
Il meurt le 26 avril 2022 à Saint-Martin-de-Ré (Charente-Maritime). Il est inhumé au cimetière de Guebwiller dans le carré des industriels.

## Décorations
- Officier de la Légion d'honneur (2011)[20] ; chevalier en 1994 ;
- Croix du combattant volontaire de la Résistance[13] ;
- Croix du combattant volontaire (barrette 1940-45)[13] ;
- Médaille de la France libérée (1952)[13] ;
- Médaille de la jeunesse, des sports et de l'engagement associatif, bronze (1986)[13].